# Otocinclus hoppei
Otocinclus hoppei — вид риб з роду Otocinclus родини Лорікарієві ряду сомоподібні.

## Опис
Загальна довжина сягає 3,3 см. Голова дещо сплощена зверху. На голові з боків присутні отвори. Рот нагадує присоску. Очі середнього або великого розміру. Тулуб тонкий і стрункий, особливо у самців. Вкрито дрібними кістковими пластинками, але на череві кісткові пластини чергуються з вільними від них зонами. Спинний плавець віялоподібний, з 2 шипами. Жировий плавець відсутній. Грудні плавці витягнуті. Черевні плавці трохи поступаються останнім. Анальний плавець менший за спинний, з 1 шипом. У поперечному розрізі хвостове стебло прямокутне. Хвостовий плавець витягнутий, з виїмкою або розрізаний.
Забарвлення сіро-коричневе з золотавим блиском. Черево перлово-біле. Є невеличке почервоніння на горлі й зябрових кришках. З боку від морди через очі й закінчується на хвостовому стеблі широка чорна смуга. На хвостовому стеблі смуга перетворюється на пляму у вигляді ромба. Спинний плавець з чорними рисками. Хвостовий плавець з почерговою коричневою і білою пігментацією. Грудні та черевні плавці прозорі.

## Спосіб життя
Є демерсальною рибою. Воліє до прозорої та чистої води. Зустрічається в річках з помірною течією та піщаним дном. Утворює невеличкі косяки. Активна вдень. Живиться зеленими і коричневими водоростями.

## Розповсюдження
Мешкає у басейні річки Амазонка.